# رامون بينيا
رامون بينيا هو لاعب كرة قاعدة دومينيكاني، ولد في 5 مايو 1962 في سانتو دومينغو في جمهورية الدومينيكان.

## وصلات خارجية
- رامون بينيا على موقعبيزبول رفرنس.كوم (الدوري الرئيسي) (الإنجليزية)
- رامون بينيا على موقعبيزبول رفرنس.كوم (الدوري الثانوي) (الإنجليزية)